# Armagh
Armagh (írül: Ard Mhacha, "Macha magaslata") város Észak-Írországben, mely a hasonló nevű megye székhelye. Fontos vallási központ, mind a Római katolikus egyház, mind pedig az ír anglikán egyház számára, ugyanis a városban székelő érsek egyben az egész Ír-sziget prímása is mindkét felekezet tekintetében. Az ókorban a közeli Navan Fort (írül: Eamhain Mhacha) a kelta vallás rituális központja, valamint a királyi székhelyek egyike volt. Ma Armagh két, egyaránt Szent Patrikról elnevezett, katedrálisáról, obszervatóriumáról, valamint György-kori (Georgian) építészeti emlékeiről nevezetes.
Habár statisztikai értelemben közepes méretű városnak számít, 1994-ben mégis városi rangot (City) kapott II. Erzsébet brit királynőtől, majd 2012-ben jogosulttá vált a főpolgármester (Lord Mayoralty) státuszra, mely alapvetően szimbolikus rang. Népessége 14.777 főt tesz ki a 2011-es népszámlálás adatai alapján.

## Történelem

### Alapítás
Eamhain Mhacha (ma: Navan Fort) Armaghtól nyugatra a kelta vallás ősi rituális központja volt. Az ír mitológia szerint királyi, illetve ulsteri tartományi székhely is volt a hely. Időszámításunk elején csaknem elnéptelenedett, majd a 3. századtól ismét felfedezhetők betelepülés – egy henge – nyomai az anglikán katedrális dombján, a mai város szívében. A város Macha istennő után kapta a nevét, csakúgy, mint a korábbi rituális központ, Ard Mhacha jelentése: "Macha magaslata". Ez angolosodott először Ardmagh, majd a mai Armagh névalakra.
A kereszténység felvétele után a pogány szentély átalakult keresztény templommá és kolostor is létesült. A hagyomány szerint 445-ben Szent Patrik alapított egyházat itt. Muirchú szerzetes-történetíró által feljegyzett legenda szerint Dáire a helyi törzs vezetője nem akarta engedni Szent Patriknak, hogy Ard Mhacha dombján építsen templomot, ehelyett egy alacsonyabban fekvő területet adott neki keletre. Egy nap, Dáire lovai mind elhullottak legelés közben a mai templom területén. Dáire erre meg akarta öletni Patrikot, mire őt magát betegség kényszerítette térdre. Könyörögtek Patriknak, hogy gyógyítsa meg őt és Patrik szentelt vize új életet lehellt Dáiréba és a lovaiba is. Dáire megjutalmazta Patrikot egy nagy bronzüsttel és biztosította neki a dombon a helyet temploma felépítéséhez. Dáire karaktere hasonló Dagda istenséghez.

### Középkor
A 7. századtól Armagh vált Észak-Írország legfontosabb egyházává és kolostor-iskolájává. Armaghi szerzetesek írták a Codex Ardmachanus (írül: Leabhar Ard Mhacha, latinul: Liber Ar(d)machanus, magyarul: Armagh-i Könyv) kéziratot, mely főleg latin-szövegű, de találhatók benne óír nyelvtöredékek, melyek a legrégebbiek közül valók.
Armagh az Airthir királyság szívében feküdt az Airgíalla törzsszövetségen belül. A város ugyanakkor a szomszédos Uí Néill pártfogását is bírta. Az első viking rajtaütést 832-ben jegyezték fel és még legalább tíz hasonló rablótámadást kellett elszenvednie a városnak a következő évszázadban.
Brian Boru, "Írország főkirálya" (High King of Ireland) 1004-ben látogatást tett Armaghban és ez alkalomból ismerte el az itteni egyházat az ország főegyházának, továbbá tetemes vagyont adományozott. Ezt a rangot azonban majd csak az 1111-es Ráth Breasaili zsinaton ismerik el hivatalosan. 1171-ben egy Armaghba összehívott országos tanács határozott arról, hogy az Ír-sziget minden angol rabszolgáját szabadon engedjék.
Az angol-normann invázió után Armaghot 1185-ben támadták meg először Philip de Worcester csapatai, majd John de Courcy lovag 1189-ben. 1196 és 1199 években pedig a szomszédos Ulaid királyság ütött rajtuk.
A romos katedrálist Máel Patraic Ua Scannail érsek építtette újjá 1268-ban és emellett ferences rendházat alapított, melynek romjai még ma is láthatóak.

### Korai újkor
Az angol Tudor-ház a 16. században újra meghódította az addigra már nagyrészt újra ír uralom alatt álló szigetet. Armagh sokat szenvedett ekkor az angolok és az ír O'Neill dinasztia közötti csatározásoktól, hiszen stratégiai fontosságúvá vált az angolok uralta (Pale) és az ír északi területek között (pl. Tyrone). A város többször cserélt gazdát a háborúskodások – például a kilencéves háború, vagy "Tyrone-felkelés" – során. A háború végére a város már teljesen romokban állt.
A kilencéves háború után angol uralom alá került a város, az addigi katolikus katedrálist a protestáns (anglikán) egyház vette birtokba és általánosságban is megindult az angolok szisztematikus betelepítése, csakúgy, mint Ulster egészében. Az 1641-es ír felkelés során a brit telepesek a katedrálisba menekültek és hosszas tárgyalások után a katolikus lázadók Felim O'Neill vezetésével bevették a várost. 1642-ben, amikor a lázadók harctéri helyzete már jelentősen rosszabb lett másutt, az armaghi lázadók elkobozva a telepesek vagyonát, felgyújtották a várost.

### Modern kor
Armagh már Szent Patrik kora óta egyházi és oktatási központnak számít, nevezték a "szentek és tudósok városának" is. A The Royal School 1608-ban, az obszervatórium 1790-ben, míg a St Patrick's College 1834-ben nyitotta meg kapuit. Az obeszervatórium Lord Rokeby (Richard Robinson) érsek nagyszabású tervének része volt, miszerint létre akart hozni Armaghban egy egyetemet. Az érsek 1794-ben meghalt, így az egyetemi tervei nem valósulhattak meg.
Az ír függetlenségi háború során 1921 január 11-én a Sinn Féin egy ismert armaghi személyiségét, John Dorant 6-7 maszkos alak kirángatta a saját otthonából és a nyílt utcán agyonlőtték. 1921 január 13-án az Ír Köztársasági Hadsereg (IRA) Armaghban lesből megtámadott és megölt egy az Ulsteri Királyi Csendőrséghez (Royal Ulster Constabulary – RUC) tartozó rendőrőrmestert. 1921 szeptember 4-én az ír republikánus Michael Collins és Eoin O'Duffy 10.000 fős gyűlés előtt tartott beszédet a kisvárosban.
Az észak-írországi konfliktus erőszakja Armagh-ot sem kímélte, egyik külvárosi útját például "Murder Mile"-ként, azaz "Gyilkos Mérföldként" emlegették a helyiek. 1969-től 1994-ig összesen mintegy 86 gyilkosság történt a városban és külterületein. A régi városháza 1828-ban épült Tontine Buildings néven, majd 1910-ben alakították át városházává. Ez az épület 1972. szeptember 27-én egy bombatámadásban olyan súlyosan megsérült, hogy végül le kellett bontani.

## Nevezetes építmények
- Szent Patrik katedrális (anglikán)
- Scotch Street, 1900-körül
- Szabadtéri piac a Market Streeten
- börtön
- üzletház
- nyilvános könyvtár
- bíróság
- Armagh Megyei Múzeum
- Armagh Planetárium
- Érseki palota

## Városrészek

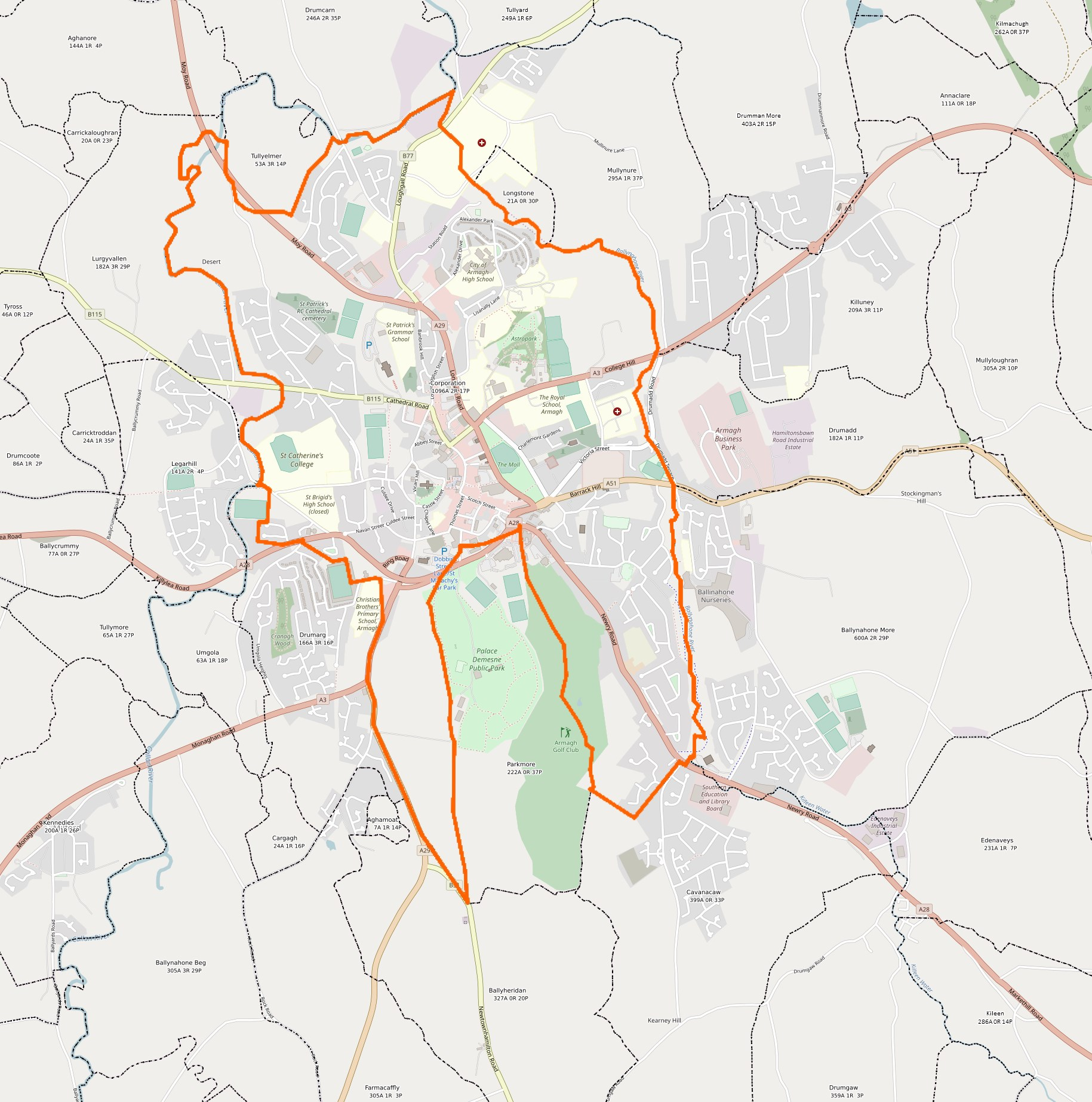
Armagh településszerkezete (townland-ok)

Észak-Írországban a közigazgatás fontos egysége a község, mely hazánktól eltérően várost is magában foglalhat, mint ahogy Armagh is az ugyanolyan nevű község része. Armagh község további (város)részekre (townland) osztódik, melyek a közigazgatás tulajdonképpeni alapegységei. Elnevezéseik a történelmi időkig nyúlnak vissza és visszaköszönnek utcanevekben, illetve épületek elnevezéseiben. 1830-ban Armagh község legtöbb townlandját összeolvasztották és csak a környezők maradtak önállóak. Ezek felsorolása alább található:
- Aghamoat (írül: Achadh Mochta, "Mochta mezeje")
- Ballynahone More (írül: Baile na hAbhann, "townland a folyónál")
- Cargagh (írül: Cairgeach, "sziklás terület")
- Cavanacaw (írül: Cabhán an Chatha, "csatavölgy" vagy Cabhán na Cáithe, "pelyvavölgy")
- Drumadd (korábban: Drumadokeenan, írül: Dromad Uí Chianáin, "O'Keenan orma")
- Drumarg (írül: Droim Mairge, "határ hátság")
- Drumman More (írül: Dromann, "orom")
- Killuney (írül: Cill Liamhna, "Liamhain temploma")
- Legarhill vagy Mullaghcreevie (írül: Mullach Craoibhe, "dombtető az elágazásnál"; legar óangol szó a katonai táborra)
- Longstone ("álló kő", "menhir")
- Lurgyvallen (írül: Lorga Uí Mhealláin, "O'Mallon hosszú hátsága")
- Mullynure (írül: Mullach an Iúir, "dombtető a tiszafánál")
- Parkmore (írül: Páirc Mhór, "nagy mező")
- Tullyelmer (korábban: Tullyelmaine, írül: Tulaigh Alúine, "agyaghalom")
- Umgola (írül: Iomghuala, "dombhát")

## Népesség
A 2011. március 27-én lezajlott népszámlálás adatai szerint akkor 14.777 fő élt Armagh-ban (5871 háztartás), mely a teljes északír népesség 0,82%-a, és amely 1,3%-kal több, mint 10-évvel azelőtt. Néhány tényadat a lakosságról:
- 20.90% 16 év alatti és 15.44% 65 év feletti;
- 52.52% nő és 47.48% férfi;
- 68.85% római katolikus, vagy legalább annak nevelték, 26.95% protestáns vagy más keresztény felekezetű;
- 44.39% ír nemzetiségűnek, 27.18% brit nemzetiségűnek, 26.43% északír nemzetiségűnek vallotta magát;
- 37 év volt a népesség átlagéletkora;
- 18.76% ért valamelyest ír nyelven és 4.08% beszéli az ulsteri skót dialektust.

## Oktatás

### Általános iskolák
- Armstrong Primary School
- Christian Brothers Primary School
- The Drelincourt Primary School
- Dromintee Primary School
- Drumhillery Primary School
- Mount St Catherine's Primary School
- The Royal School Preparatory School
- Saints and Scholars Integrated Primary School
- St. Malachy's Primary School
- St. Patrick's Primary School

### Középiskolák
- City of Armagh High School
- St. Catherine's College
- St. Patrick's Grammar School
- The Royal School
- Southern Regional College[28]

## Közlekedés

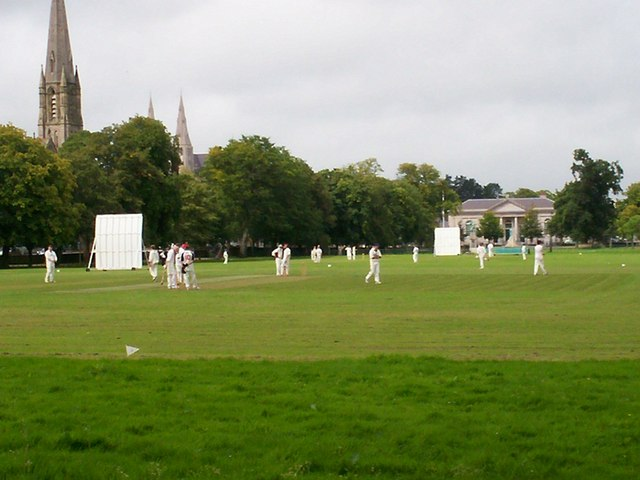
Krikettmeccs a Mallon

Az Ulster Railway vasúttársaság 1848-ban kötötte össze Armagh-ot Belfasttal, majd 1858-ban Monaghannal. A Newry and Armagh Railway 1864-ben nyílt meg, a Castleblayney, Keady and Armagh Railway pedig 1910-ben. Ezek a társaságok 1911-re mind a Great Northern Railway (GNR) irányítása alá kerültek.
Írország 1921-es függetlenedése és az északír területek különválása nyomán a határszélre került Armagh közlekedése hanyatlásnak indult. Egymás után zárták be a vasúti vonalakat, míg végül 1957. október 1-jén megszüntették az összes Armaghot érintő vonalat. Jelenleg a legközelebbi vasútállomás Portadownban van. A 2000-es években újra felmerült a vasúti összeköttetés helyreállítása Armagh és Portadown között és megvalósíthatósági tanulmány is készült erről.
Autópályák (M1) egyelőre elkerülik a várost.

## Sport
Armaghnak az Északír Futball Ligában (NIFL) játszó városi focicsapata van (Armagh City Football Club), egy másik csapat, a Lisanally Rangers F.C. pedig a Közép-Ulsteri Futball Ligában rúgja a labdát. A hagyományos focitól eltérő ír futballt is két csapat képviseli: Armagh Harps és Pearse Ógs. További ír stílusú klubok is vannak, így ír kézilabda és hurling klub is van a településen. Ezeket az ír típusú játékokat szinte kizárólagosan ír katolikusok játsszák, illetve nézik.
Krikettpálya is van Armagh "The Mall" nevű területén, mely az Armagh Cricket Clubnak ad otthont. Az 1969-ben alapított atlétikai klub pedig rendszeresen megrendezi az 5 kilométeres távú "5K" nemzetközi futóversenyét.

## Éghajlat
Mérések tengerszint feletti magassága: 42 m (138 ft))
| Hónap                         | Jan.  | Feb.  | Már.  | Ápr. | Máj. | Jún. | Júl. | Aug. | Szep. | Okt. | Nov. | Dec.  | Év    |
| ----------------------------- | ----- | ----- | ----- | ---- | ---- | ---- | ---- | ---- | ----- | ---- | ---- | ----- | ----- |
| Rekord max. hőmérséklet (°C)  | 15,7  | 17,1  | 21,8  | 22,6 | 26,2 | 30,4 | 31,4 | 29,4 | 27,6  | 22,7 | 16,8 | 16,6  | 31,4  |
| Átlagos max. hőmérséklet (°C) | 7,4   | 8,1   | 10,2  | 12,6 | 15,6 | 18,0 | 19,7 | 19,3 | 16,9  | 13,4 | 10,0 | 7,7   | 13,3  |
| Átlaghőmérséklet (°C)         | 4,7   | 4,9   | 6,7   | 8,5  | 11,2 | 13,8 | 15,7 | 15,4 | 13,2  | 10,1 | 7,0  | 4,9   | 9,7   |
| Átlagos min. hőmérséklet (°C) | 1,9   | 1,6   | 3,1   | 4,3  | 6,7  | 9,6  | 11,7 | 11,4 | 9,5   | 6,8  | 3,9  | 2,1   | 6,1   |
| Rekord min. hőmérséklet (°C)  | −14,3 | −15,0 | −12,4 | −7,1 | −2,3 | 0,8  | 0,0  | 2,3  | −0,6  | −5,6 | −8,3 | −14,6 | −15,0 |
| Átl. csapadékmennyiség (mm)   | 75    | 54    | 66    | 58   | 58   | 58   | 63   | 76   | 68    | 86   | 75   | 77    | 812   |
| Havi napsütéses órák száma    | 46    | 69    | 97    | 143  | 174  | 144  | 137  | 133  | 114   | 90   | 59   | 40    | 1246  |
| Forrás: Met Office            |       |       |       |      |      |      |      |      |       |      |      |       |       |